# Pokémon Shuffle
Pokémon Shuffle, in Giappone Pokétoru (ポケとる?), è un videogioco rompicapo per Nintendo 3DS. Distribuito gratuitamente attraverso il Nintendo eShop a partire dal 18 febbraio 2015, il titolo riprende le caratteristiche del predecessore Pokémon Link: Battle!.
Al contrario del videogioco precedente, Pokémon Shuffle prevede la possibilità effettuare acquisti all'interno del gioco, tra cui diversi potenziamenti. Nel titolo è possibile usare un massimo di quattro Pokémon per ogni livello, alcuni dei quali dotati di megaevoluzioni. Il videogioco ha ricevuto diverse patch che hanno ampliato il numero di livelli e di Pokémon disponibili nel gioco.
Una versione gratuita denominata Pokémon Shuffle Mobile è stata distribuita nell'agosto 2015 per Android e iOS. A giugno 2015, la versione per Nintendo 3DS ha superato i 4,5 milioni di download.